# Jeonnam Dragons
Jeonnam Dragons is een Zuid-Koreaanse voetbalclub uit Gwangyang.

## Geschiedenis
De club werd opgericht in 1995. De thuiswedstrijden worden in het Dragon Dungeon gespeeld, dat plaats biedt aan 14.284 toeschouwers. De clubkleuren zijn geel-zwart. De club speelt sinds 1995 in de K-League.

## Erelijst
Nationaal
- K-League
  - Runner up: (1) 1997
- Beker van Zuid-Korea
  - Winnaar: (4) 1997, 2006, 2007, 2021
  - Runner up: (1) 2003
- Adidas Cup
  - Runner up: (1) 1997
- Koreaanse League Cup
  - Runner up: (1) 2000
- Hauzen Cup
  - Runner up: (1) 2008

Internationaal
- Aziatische Cup Winners Cup
  - Runner up: (1) 1999

## Bekende (ex-)coaches
- Huh Jung-moo (1996-1997) - (2005-2007)

## Bekende (ex-)spelers
- Yun Suk-Young (2009-2013)
- Victor (2007-2008)